# Linares, San Luis Potosí
Linares är en ort i Mexiko.   Den ligger i kommunen Tancanhuitz och delstaten San Luis Potosí, i den centrala delen av landet, 250 km norr om huvudstaden Mexico City. Linares ligger 90 meter över havet och antalet invånare är 352.
Terrängen runt Linares är kuperad åt sydost, men åt nordväst är den platt. Runt Linares är det ganska tätbefolkat, med 111 invånare per kvadratkilometer. Närmaste större samhälle är Ejido San José Xilatzén, 2,0 km nordost om Linares. I omgivningarna runt Linares växer huvudsakligen savannskog.